# FlashPaper
FlashPaper（フラッシュ ペーパー）はマクロメディアが策定した電子書類フォーマット。現在は、開発終了。Adobe Flashの一種。PDFと似た機能を持ち、動作が軽い、多くのパソコンで専用のソフトウェアをインストールしなくても閲覧が可能、などの特長がある。作成には、マクロメディアが開発したFlashPaper2などを使う。

## 概説
マクロメディアとアドビシステムズ（現アドビ）はWeb・デジタルコンテンツ制作において競合する2社であったため、マクロメディアはAdobe Acrobat・PDFに競合するような形でこのファイルフォーマットを発表した。元々は Blue Pacific Software が開発していたが、それをマクロメディアが買収した。

## 特徴
PDFと同様に各種ドキュメントから「印刷」して作成でき、作成されたドキュメントはレイアウトを保持したまま表示・印刷できる。
Flash Playerのみで動き、起動時間が短い、動作が軽い、オンライン上でのドキュメント公開に向いていることが特長として挙げられる。
日本国内では主に地方のスーパーストアのサイトでFlashPaperを用いたチラシ配信に使われていた。

## 作成方法
Macromedia FlashPaper2では、印刷時のオプションでPDFに変換できる。FlashPaper2は日本では、ソースネクストから「いきなりPDF FLASHPAPER」として販売されていたが、マクロメディアのアドビシステムズによる買収による影響もあり、2006年6月をもって販売終了となった。
また、FlashPaperは、Macromedia Contribute 2および3にも同梱されていた。しかし、Contributeシリーズ最新版のAdobe Contribute CS3にFlashPaper作成機能は搭載されておらず、CS3世代ではFlashPaperフォーマットを作成できなくなった。